# 伯士乡
伯士乡是中国陕西省渭南市大荔县下辖的一个乡。

## 行政区划
伯士乡下辖以下行政区：
马家村、新丰村、平罗村、高城村、王家村、蔡邓村、赵家村、安市村、伯士村、斗门村、席家村、吴王村、辛旺村